# Cá đuối bồng ngói
Cá đuối bồng ngói (tên khoa học Brevitrygon imbricata) là một loài cá đuối thuộc họ Dasyatidae. Loài này thường được tìm thấy ở các vùng biển nhiệt đới Ấn Độ Dương - Tây Thái Bình Dương từ Biển Đỏ và Mauritius đến Indonesia. Chúng có thể đạt kích thước bề ngang lên đến 22 cm (8,7 in), và tổng chiều dài có thể đạt 65 cm (2 ft 2 in). 